# 波蘭人民共和國憲法

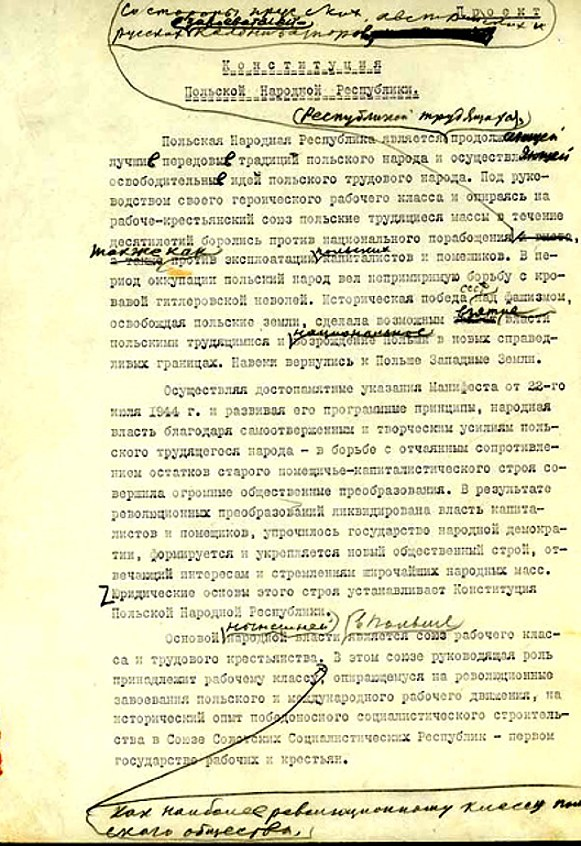
波蘭人民共和國憲法草案，上頭有史達林的批改

波蘭人民共和國憲法 是一部於1952年7月22日由波蘭的立法機關眾議院決議通過，俗稱史達林憲法或七月憲法。
這部憲法由國務委員會導入，取代波蘭原本按三月憲法（存在至1952年為止）而採行的三權分立，並引進以蘇聯憲法為樣本的統一政權原則。立法機關在憲法的序言中，聲明國家為勞動人民之共和國。該憲法中新成立一機關，作為非實質主權的政權來源。此舉可能是想區分社會主義與資產主義的憲政體制，點出以民族為主的民族主權，和以「勞動人民」為主的新主權間之差異，並強調如此一來，可以在社會間製造革命性的改變，縮短與「有產階級」間的距離。人民掌權原則本是表示由群眾參與國家治理，並消除在階級、經濟與社會上的對立。在此雖然出現「勞動人民」一詞，但從馬克思主義的立場來看，其定義基本上與「民族」相似。因此，國家的最高權立是作為「人民意願」的延伸之眾議院，而其他機關——司法機關及包含政府與國務委員會的行政機關——則隸屬其下。